# Ртутьмагний
Ртутьмагний — неорганическое соединение
магния и ртути
с формулой MgHg,
кристаллы.

## Получение
- Сплавление стехиометрических количеств чистых веществ:

{\displaystyle {\mathsf {Hg+Mg\ {\xrightarrow {627^{o}C}}\ MgHg}}}

## Физические свойства
Ртутьмагний образует кристаллы
кубической сингонии,
пространственная группа P m3m,
параметры ячейки a = 0,3449 нм, Z = 1,
структура типа хлорида цезия CsCl
.
Соединение конгруэнтно плавится при температуре 627 °C .
В соединении происходит переход в сверхпроводящее состояние при температуре 0,16÷4 К .